# الدوري الجورجي الممتاز 2013–14
الدوري الجورجي الممتاز 2013–14 هو الموسم 25 من  الدوري الجورجي الممتاز. أقيم خلال الفترة 10 أغسطس 2013 وحتى 17 مايو 2014، وأشرف على تنظيمه اتحاد جورجيا لكرة القدم، وكان عدد الأندية المشاركة فيه  12، وفاز فيه نادي دينامو تبليسي.